# Tamarin des Hauts
Acacia heterophylla
Espèce
Synonymes
- Acacia brevipes A.Cunn.[1]
- Acacia xiphoclada Baker[1]
- Mimosa heterophylla Lam.[1] [2]

Le Tamarin des Hauts, Acacia heterophylla, est une espèce de plantes à fleurs de la famille des Fabaceae. C'est un arbre endémique de l'île de La Réunion. Il s'y développe entre 1 200 et 2 200 m d'altitude et peut constituer l'essence dominante de forêts appelées “ tamarinaies ”. Son bois est utilisé en ameublement et en ébénisterie.

## Appellations
Le Tamarin des Hauts est classé dans le genre Acacia, représenté par un grand nombre d'espèces dans le monde et dont le nom dérive du mot grec ἀκίς (akis) qui désigne une aiguille ou une épine. De nombreuses espèces d'acacias, surtout africaines, sont effectivement pourvues d'épines. Acacia heterophylla n'en possède cependant aucune.
L'épithète spécifique heterophylla fait référence à l'hétérophyllie de l'arbre qui présente des feuilles juvéniles disparaissant rapidement pour être remplacées par des phyllodes. Cette caractéristique est commune à beaucoup d'acacias, notamment australiens, mais c'est bien Acacia heterophylla qui a servi de modèle descriptif pour ce phénomène.
Le premier nom scientifique binomial, attribué par Lamarck en 1783, fut cependant Mimosa heterophylla. La ressemblance du feuillage et de la floraison avec par exemple le mimosa des quatre saisons est évidente, mais tous ces “mimosas” furent ensuite rattachés au genre Acacia par Willdenow qui fixa ainsi le nom Acacia heterophylla dans l'édition de 1806 de Species plantarum.
On cite parfois comme autre synonyme historique Acacia brevipes, mais la diagnose d'Allan Cunningham publiée en 1834 décrit un spécimen du jardin botanique de Kew qui correspondrait plutôt à une variété de Acacia implexa selon George Bentham ou à Acacia koa selon Pedley et selon Maslin.
Quant à la récente appellation Racosperma heterophyllum, elle résulte d'une proposition faite en 2003 par le botaniste australien Leslie Pedley de faire éclater le genre Acacia, proposition qui ne fait pas l'unanimité parmi les botanistes.
Inversement l'appellation « Acacia heterophylla » a aussi englobé pendant un certain temps le koa avant qu'on le différencie clairement comme une espèce endémique des îles Hawaii, Acacia koa.
Le nom commun “tamarin” a été établi par analogie avec le tamarinier (Tamarindus indica), appelé localement à La Réunion aussi « tamarin » ou « tamarin pays », un arbre acclimaté à l'île depuis les débuts de la colonisation et dont le nom, d'origine arabe, signifie “dattier de l'Inde” parce que la pulpe des fruits évoque un peu celle des dattes. Le Tamarin des Hauts et le Tamarinier appartiennent certes à la même famille des Fabaceae, mais ces deux arbres ne se ressemblent ni par l'allure générale ou le mode de vie, ni par le feuillage ou la floraison, ni même par les qualités du bois. Le glissement d'appellation, bien qu'attesté dès la fin du XVIIIe siècle par Commerson cité par Lamarck sous la forme “Tamarinier des hauts”, demeure donc quelque peu énigmatique.
Pour différencier l'espèce, on précise bien « Tamarin des Hauts », puisque celui-ci prospère dans les “Hauts de la Réunion”, nom consacré pour désigner les régions d'altitude de l'île.
Dans son récit d'exploration de l'île en 1801, Bory de Saint-Vincent ne mentionne cependant aucun nom vernaculaire et n'en parle en français que comme de la “mimeuse hétérophylle”.
Enfin le surnom de “chêne de Bourbon” a été utilisé par les forestiers pour promouvoir les qualités du bois.

## Description

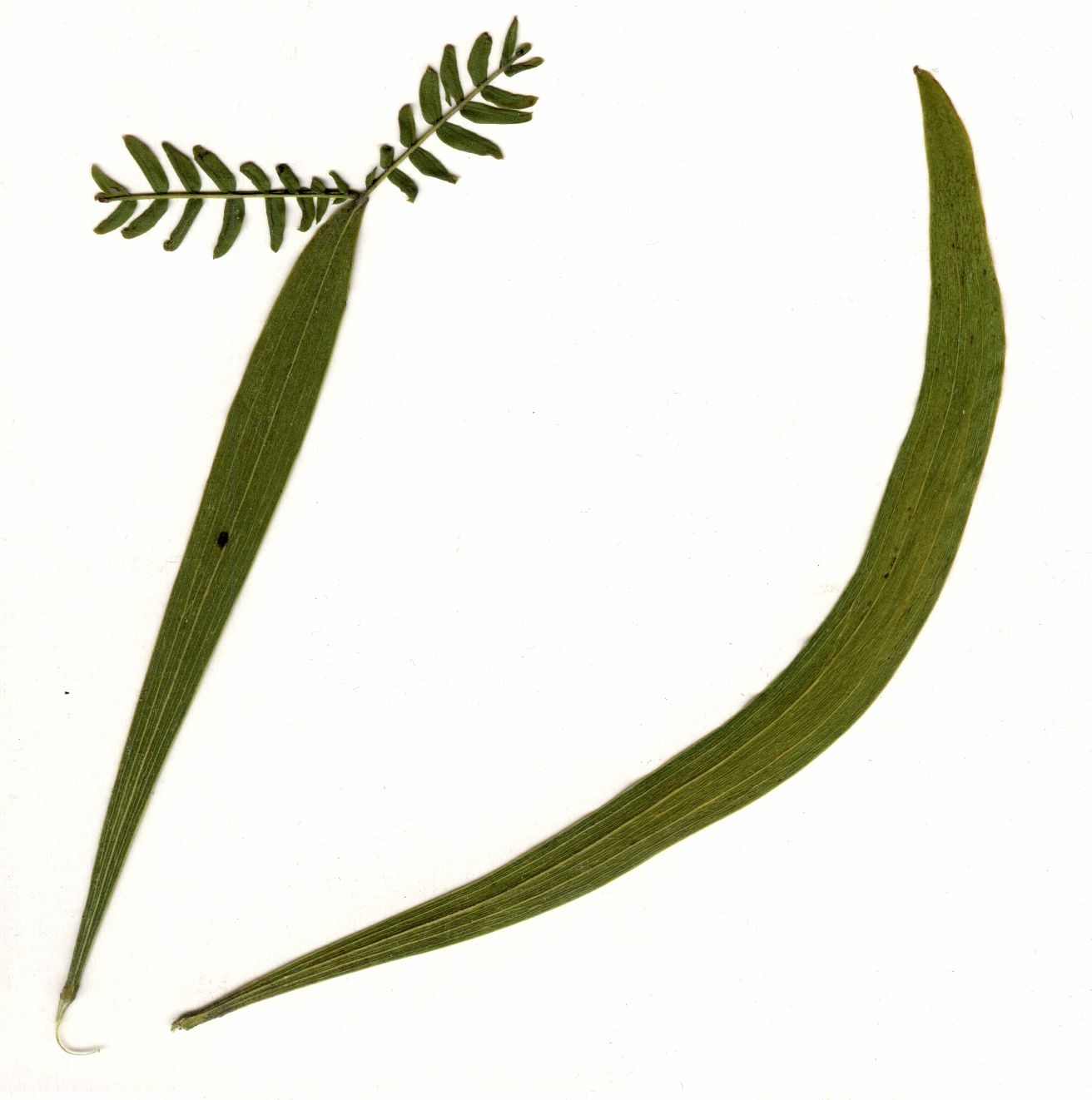
Hétérophyllie.

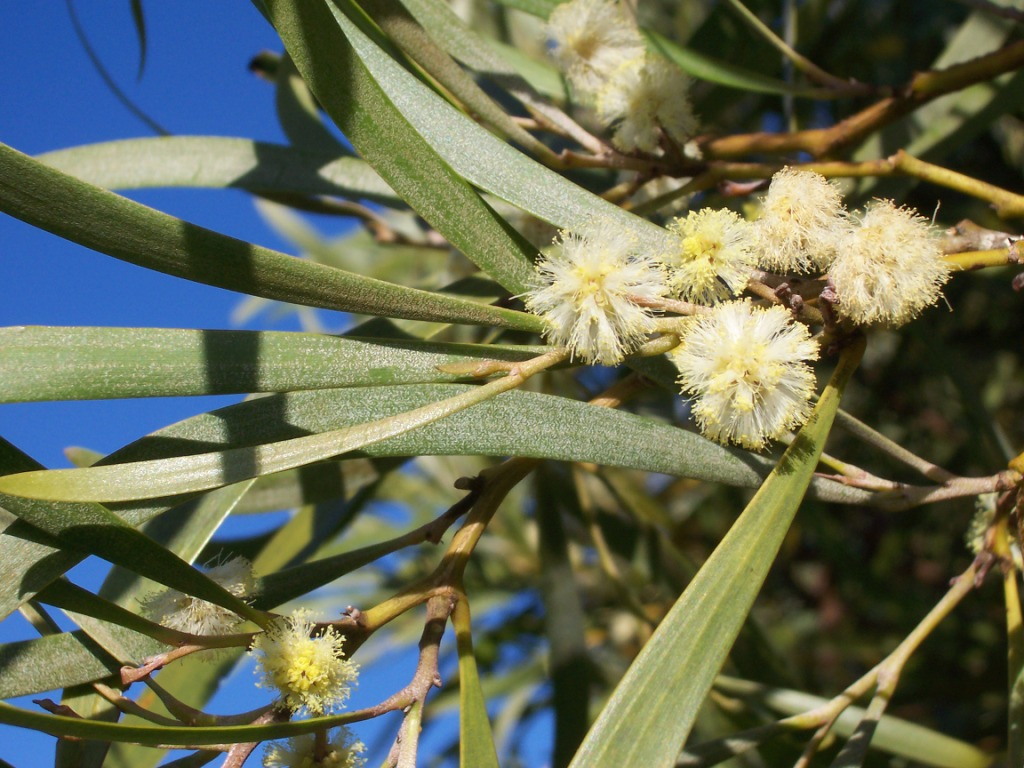
Les fleurs, groupées en bouquets de petits pompons, sont caractéristiques des mimosoïdées et dégagent un léger parfum de mimosa.

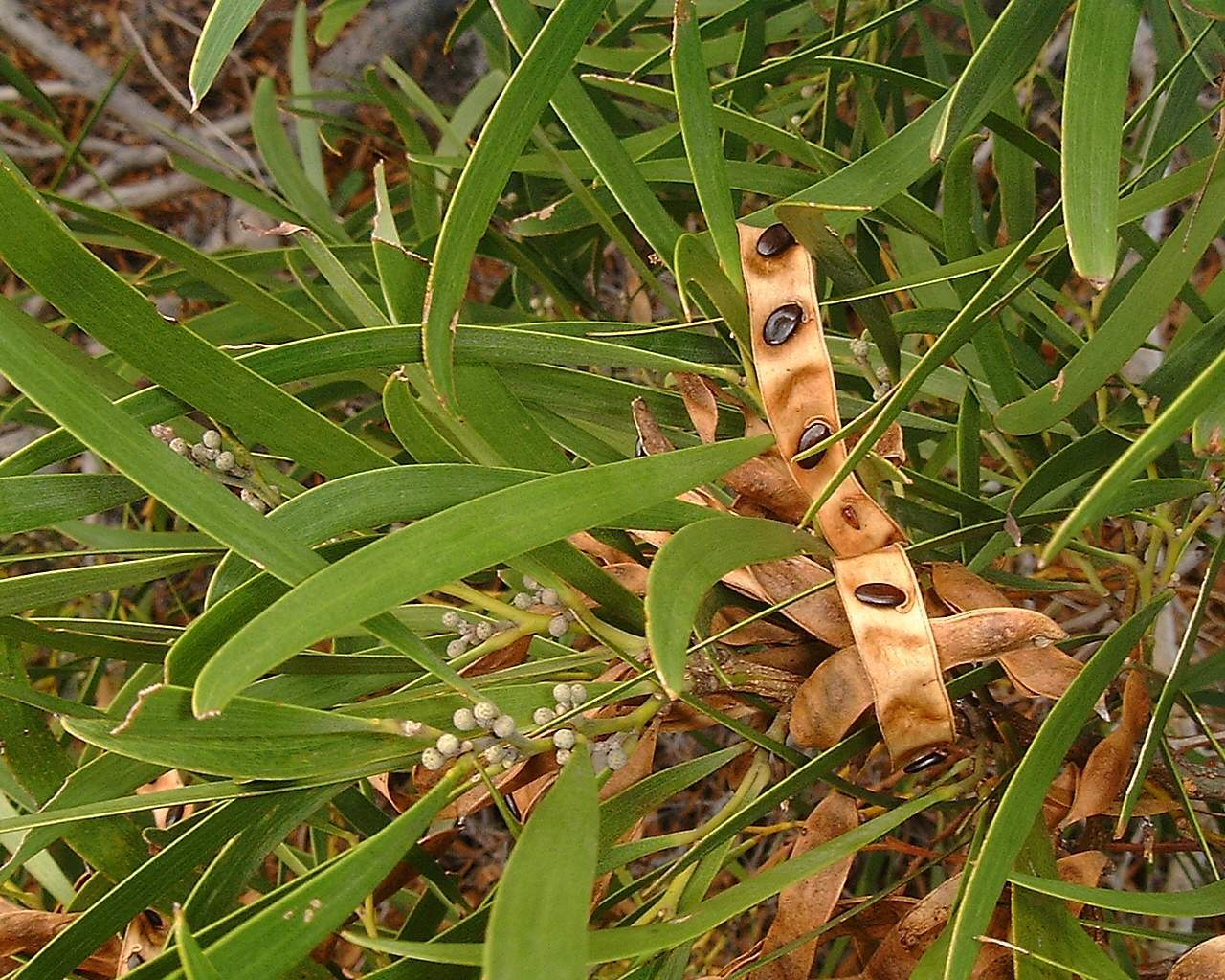
Détail du feuillage montrant les phyllodes, les boutons floraux et les gousses en train de libérer des graines.

Le Tamarin des Hauts est un arbre qui dans de bonnes conditions de fertilité peut atteindre 20 à 25 m de hauteur, mais en raison de son enracinement superficiel il est facilement renversé par les cyclones tropicaux tout en ayant souvent la capacité de reprendre son développement, ce qui réduit la hauteur dominante de nombreuses tamarinaies à dix ou quinze mètres avec des arbres en partie couchés. Dans la végétation d'altitude, où l'espèce est présente de manière plus ou moins éparse, le port est celui d'un arbrisseau de quelques mètres de hauteur seulement.
Les jeunes plants développent d'abord des feuilles bipennées, puis rapidement les nouvelles feuilles qui se forment ont un pétiole de plus en plus allongé et aplati alors que le limbe devient progressivement insignifiant jusqu'à disparaître complètement. La foliaison ne produit alors plus que des phyllodes, feuilles réduites à un pétiole transformé, qui ont la forme de lames orientées dans un plan vertical. Ces phyllodes, légèrement arqués, longs de 6 à 16 cm et larges de 0,5 à 2 cm, sont assez coriaces, présentent de nombreuses nervures longitudinales et sont parfois plus ou moins recouverts d'un enduit cireux argenté. Des feuilles juvéniles composées peuvent parfois réapparaître lorsque l'arbre produit des rejets.
Les inflorescences forment des capitules globuleux de quelques millimètres de diamètre groupant 30 à 40 fleurs de couleur jaune pâle, petits “pompons” eux-mêmes rassemblés en grappes terminales ou latérales. Les fruits sont des gousses plates longues de 8 à 10 cm, brunes à maturité. Elle contiennent 5 à 10 graines comprimées, de 6 à 7 mm de long, de couleur brun-noir et d'aspect vernissé.
Le bois de Tamarin des Hauts présente un aubier de faible épaisseur, blanchâtre et peu durable, qui contraste nettement avec un bois de cœur coloré, beige à brun clair, parfois nuancé vers le rouge ou présentant des veines brun foncé. La densité est comprise entre 0,60 et 0,70. Les vaisseaux ont un diamètre moyen d'environ 0,14 mm et sont parfois accolés par 2 ou 3. Leur densité est assez faible (4 à 7 par millimètre carré).

## Origine
C'est une espèce qui a évolué, à partir d'un ancêtre originaire d'Australie, le blackwood (Acacia melanoxylon). Le koa (Acacia koa), espèce endémique de l'archipel d'Hawaii, aurait la même ascendance.
Le tamarin et le koa ont la particularité d'être tous deux de forme chromosomique tétraploïde.

## Écologie
Le Tamarin des Hauts se développe de manière optimale sous un climat à températures moyennes modérées (11 à 17 °C), bénéficiant d'une pluviométrie abondante et régulière (au moins 1 500 mm/an) et d'une hygrométrie élevée. Ces conditions sont généralement réunies à La Réunion entre 1 200 et 1 900 m d'altitude. Le feuillage juvénile étant sensible aux gelées blanches qui peuvent survenir en hiver, l'implantation du Tamarin à plus haute altitude se fait plus rare et se limite à quelques buissons qui ont démarré leur croissance à l'abri d'autres espèces.
C'est une post-pionnière incapable de se régénérer en sous-bois car les graines ont besoin de la pleine lumière pour germer. Celles-ci accumulées dans le sol pendant des décennies peuvent alors sortir de leur dormance en masse et contribuer de cette manière au caractère grégaire de l'espèce. Les colonies de tamarins s'épanouissent ainsi lorsque se forment des trouées dans la forêt à l'occasion de cyclones, d'incendies ou d'exploitations forestières.
Les tamarinaies sont souvent associées à la présence de calumets (Nastus borbonicus), bambous endémiques de La Réunion.

## Usages
Le bois de Tamarin fut recherché pour la construction navale et entre encore dans la fabrication des canots traditionnels réunionnais.
C'est un bois d'ébénisterie qui permet des finitions soignées.
Il est également utilisé pour la fabrication de bardeaux.
Les branches fournissent du bois de feu.

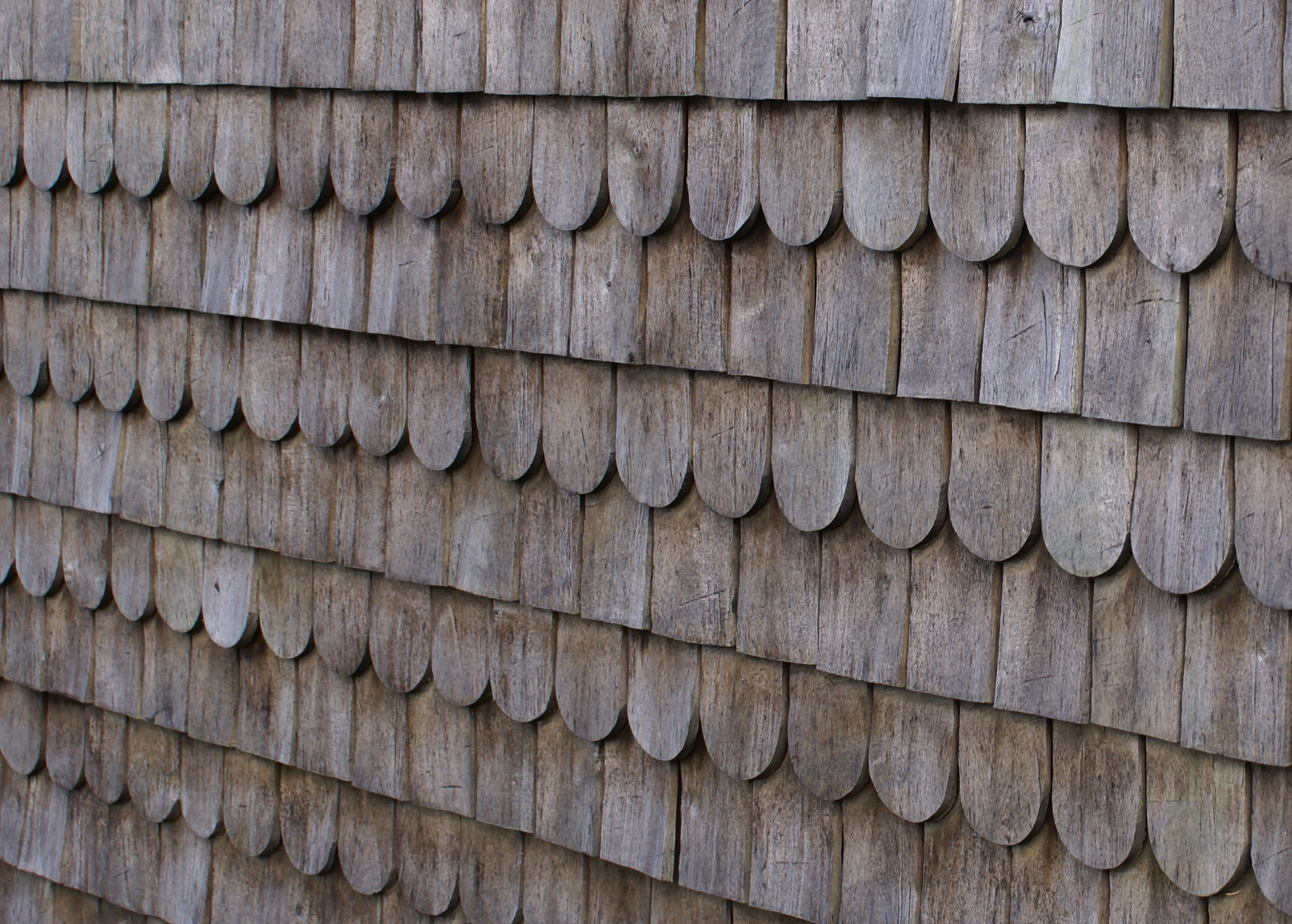
Les murs latéraux de l'église Saint-Martin de Grand Îlet à Salazie sont protégés par des bardeaux de tamarin.
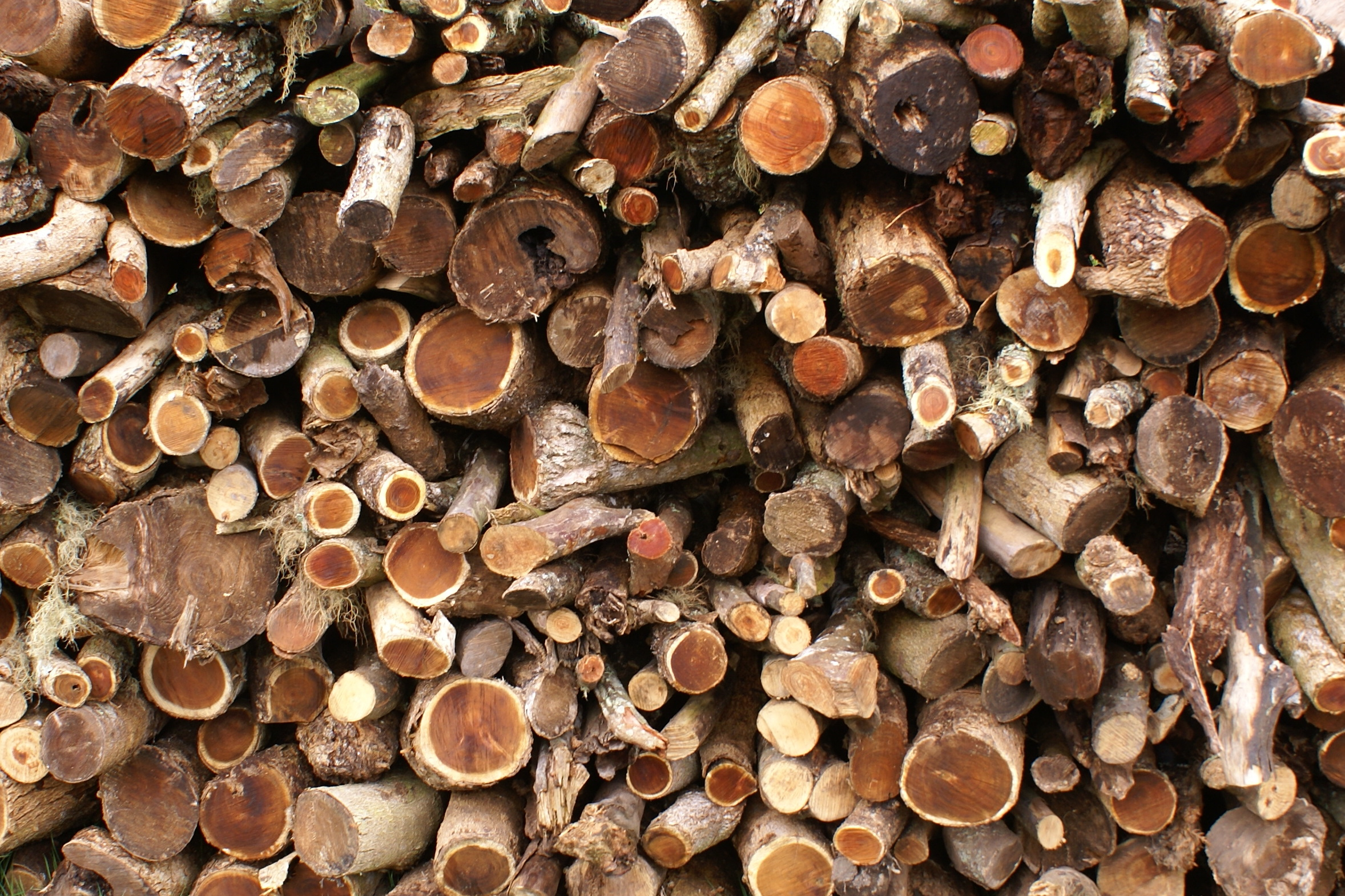
Tamarin des Hauts, ici stocké comme bois de feu, sur l'île de La Réunion.
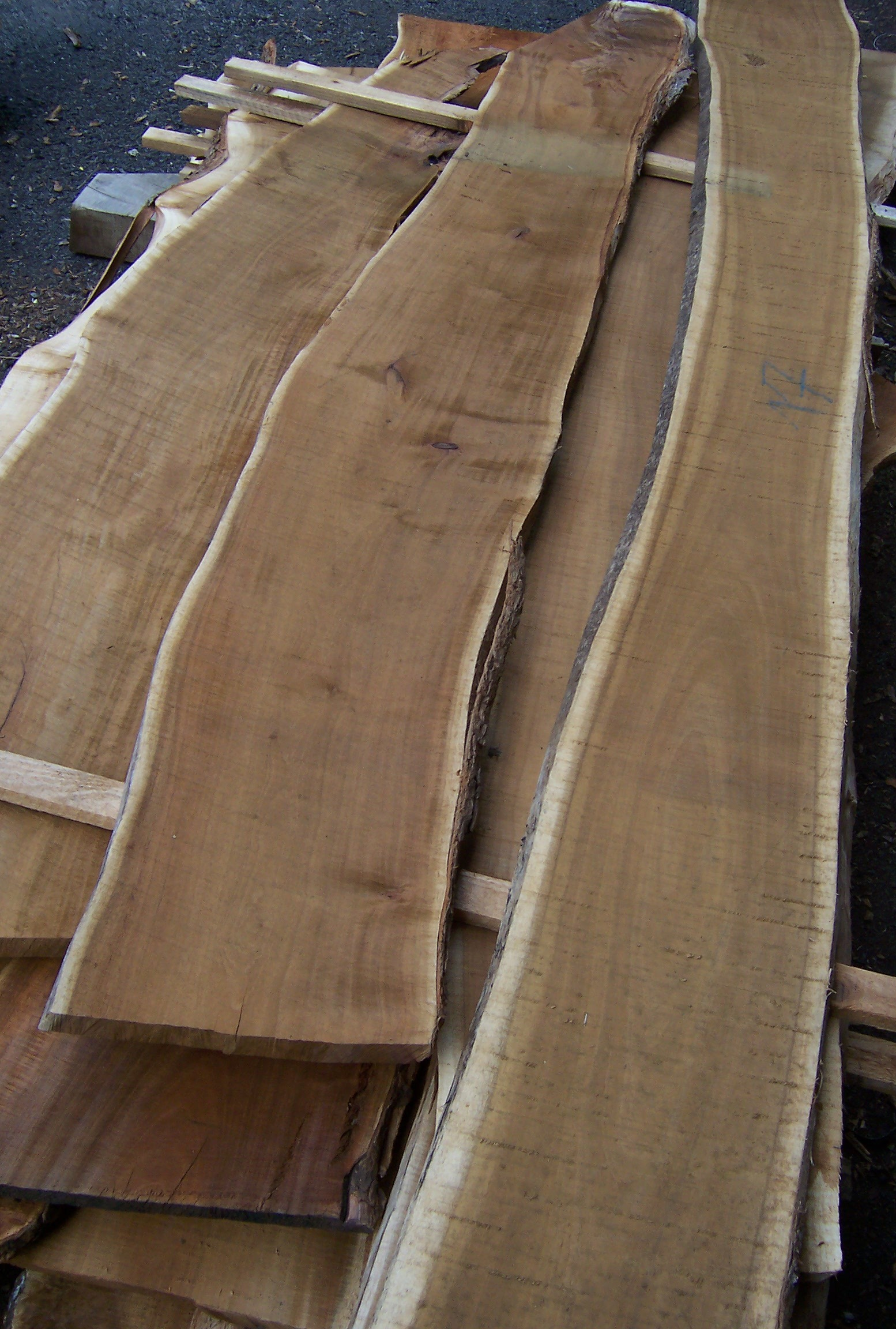
Planches brutes de tamarin destinées aux ébénistes. Le bois de tamarin est particulièrement recherché en ébénisterie.
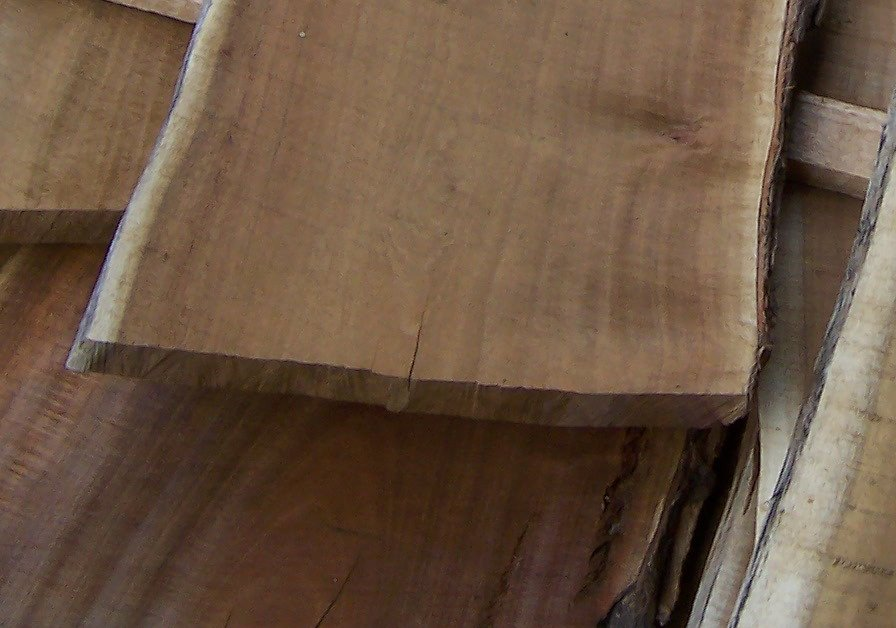
Détail.

## Gestion forestière
L'exploitation anarchique, jusqu'au milieu du XXe siècle, de certaines tamarinaies, notamment celle de Bélouve, a provoqué leur ruine et leur envahissement par des espèces exotiques comme la vigne marronne (Rubus alceifolius). L'impulsion pour une gestion forestière durable n'est réellement donnée qu'en 1949.

## Liste des variétés
Selon Tropicos (3 mars 2018) :
- variété Acacia heterophylla var. latifolia Benth.

## Informations complémentaires